# مورغان لويس سميث
مورغان لويس سميث (بالإنجليزية: Morgan Lewis Smith)‏ هو ضابط أمريكي، ولد في 8 مارس 1822 في مقاطعة أوسويغو في الولايات المتحدة، وتوفي في 29 ديسمبر 1874 في جيرسي سيتي في الولايات المتحدة.